# Oostduinkerke
Oostduinkerke är en ort i Belgien.   Den ligger i provinsen Västflandern och regionen Flandern, i den västra delen av landet, 120 km väster om huvudstaden Bryssel. Oostduinkerke ligger 5 meter över havet och antalet invånare är 8 534.
Terrängen runt Oostduinkerke är mycket platt. Havet är nära Oostduinkerke åt nordväst. Närmaste större samhälle är Koksijde, 3,1 km väster om Oostduinkerke. 
Trakten runt Oostduinkerke består till största delen av jordbruksmark. Runt Oostduinkerke är det ganska tätbefolkat, med 111 invånare per kvadratkilometer.